# Stenomicra stuckenbergi
Stenomicra stuckenbergi är en tvåvingeart som beskrevs av Curtis W. Sabrosky 1975. Stenomicra stuckenbergi ingår i släktet Stenomicra och familjen savflugor. Inga underarter finns listade i Catalogue of Life.